# Nuevo Convento de Nuestra Señora del Pilar de las Madres Capuchinas
El nuevo convento de Nuestra Señora del Pilar de las Madres Capuchinas  es un edificio ubicado en la ciudad española de Huesca, en Aragón. Construido en la segunda mitad de la década de 1960, es fruto de un proyecto de Victorián Benosa.

## Descripción
Construido entre 1965 y 1968, es obra del arquitecto Victorián Benosa y está situado en la avenida del Doctor Artero, en Huesca. Resuelve el programa de un amplio conjunto conventual proyectado con arreglo al Concilio Vaticano II y a las instrucciones facilitadas por la propia comunidad de religiosas que lo habita desde entonces.
El convento se organiza en torno a un patio concebido como un jardín cerrado, herencia y recuerdo de la tradición conventual. La organización del programa y los recorridos se supeditan a esta ordenación. El volumen edificado está formado por cuatro cuerpos de planta rectangular alargada que delimitan el patio de forma cuadrada y que se prolongan asimétricamente en sentido rotatorio. Todos los cuerpos tienen la misma crujía excepto el que contiene la iglesia, que es más ancho y cuya prolongación preside la fachada principal a modo de porche de acceso. Destaca el campanario de la iglesia, perceptible desde un entorno lejano y principal contrapunto de la horizontalidad del edificio. Las fachadas presentan un tratamiento común en lo que a materiales y composición se refiere. Dos materiales, hormigón visto y ladrillo caravista color ocre claro, bastan para caracterizar los volúmenes exteriores. La expresividad de las formas del hormigón destaca sobre la sencilla composición de los alzados y compensa la intencionada ausencia de ornamentación del conjunto.
La iglesia se concibe como un elemento destacado que se integra en el conjunto a través de la utilización de los mismos materiales y lenguaje compositivo. En su interior destaca la iluminación colorista de las vidrieras sobre los muros de ladrillo pintado de blanco. Se trata de un notable ejemplo de arquitectura religiosa de Victorián Benosa.
El 21 de febrero de 2008 alcanzó el estatus de Bien Catalogado del Patrimonio Cultural Aragonés, mediante una orden publicada el 7 de abril de ese mismo año en el Boletín Oficial de Aragón.